# 浅川一衛
浅川 一衛（あさかわ かずえ、1883年（明治16年）2月23日 - 1960年（昭和35年）10月20日）は、大日本帝国陸軍軍人。最終階級は陸軍中将。

## 経歴
1883年（明治16年）に広島県で生まれた。陸軍士官学校第18期、陸軍大学校第29期卒業。1930年（昭和5年）12月に工兵第1大隊長に就任し、1931年（昭和6年）3月に陸軍工兵大佐に進級。1932年（昭和7年）8月に電信第1連隊長に転じ、1933年（昭和8年）3月に工兵監部部員となった。
1935年（昭和10年）8月1日に陸軍少将進級と同時に工兵監部附となり、1937年（昭和12年）3月に陸軍工兵学校長に就任した。1938年（昭和13年）7月15日に陸軍中将に進級し、留守第8師団長に就任し、1939年（昭和14年）8月1日に待命、9月3日に予備役に編入された。
1947年（昭和22年）11月28日、公職追放仮指定を受けた。